# Félix Mantilla
Félix Mantilla Botella (Barcellona, 23 settembre 1974) è un allenatore di tennis ed ex tennista spagnolo.

## Carriera
Diventato professionista nel 1993, Mantilla ha vinto il suo primo torneo nel 1996, a Porto. Quello è stato il primo di dieci titoli conquistati (tra cui il Master di Roma, vinto nel 2003 dopo aver sconfitto in finale Roger Federer). Lo spagnolo ha offerto il meglio di sé sui campi in terra, tant'è vero che tutti i suoi successi sono arrivati su questa superficie. Nel 1998 Mantilla arrivò in semifinale al Roland Garros, perdendo da Carlos Moyá. Sempre nel 1998 è stato numero 10 al mondo, suo best ranking.
Dopo gli US Open del 2005 Mantilla si è preso una lunga pausa dai campi per recuperare da persistenti problemi fisici, ma soprattutto da un melanoma; nel 2007, sceso ormai oltre il 200º posto nel ranking ATP è tornato al tennis giocato disputando il torneo challenger di Monza eliminato al secondo turno. Poi ha giocato il challenger di Reggio Emilia, dove è arrivato fino alla finale, perdendola.

## Singolare

### Vittorie (10)
| Legenda                     |
| Grande Slam (0)             |
| Tennis Masters Cup (0)      |
| ATP Masters Series (1)      |
| ATP Championship Series (1) |
| ATP Tour (8)                |

| Nº  | Data              | Torneo                                        | Superficie  | Avversario della finale | Risultato      |
| --- | ----------------- | --------------------------------------------- | ----------- | ----------------------- | -------------- |
| 1.  | 10 giugno 1996    | Oporto Open, Porto                            | Terra rossa | Hernán Gumy             | 6(5)–7 6–4 6–3 |
| 2.  | 9 giugno 1997     | ATP Bologna Outdoor, Bologna                  | Terra rossa | Gustavo Kuerten         | 4–6 6–2 6–1    |
| 3.  | 7 luglio 1997     | Allianz Suisse Open Gstaad                    | Terra rossa | Juan Albert Viloca      | 6–1 6–4 6–4    |
| 4.  | 21 luglio 1997    | Croatia Open Umag, Umago                      | Terra rossa | Sergi Bruguera          | 6–3 7–5        |
| 5.  | 4 agosto 1997     | San Marino CEPU Open, San Marino              | Terra rossa | Magnus Gustafsson       | 6–4 6–1        |
| 6.  | 8 settembre 1997  | Brighton International, Bournemouth (1)       | Terra rossa | Carlos Moyá             | 6–2 6–2        |
| 7.  | 14 settembre 1998 | Brighton International, Bournemouth (2)       | Terra rossa | Albert Costa            | 6–3 7–5        |
| 8.  | 12 aprile 1999    | Open Seat, Barcellona                         | Terra rossa | Karim Alami             | 7–6(2) 6–3 6–3 |
| 9.  | 24 settembre 2001 | Campionati Internazionali di Sicilia, Palermo | Terra rossa | David Nalbandian        | 7–6(2) 6–4     |
| 10. | 5 maggio 2003     | Internazionali d'Italia                       | Terra rossa | Roger Federer           | 7–5 6–2 7–6(8) |

### Finali perse (11)
| Legenda                                           |
| Grande Slam (0)                                   |
| Tennis Masters Cup (0)                            |
| ATP Masters 1000 (1)                              |
| ATP World Tour 500 (1)                            |
| ATP International Series / ATP World Tour 250 (9) |

| Numero | Data             | Torneo                                             | Superficie  | Avversario in finale | Punteggio             |
| 1.     | 13 novembre 1995 | ATP Buenos Aires, Buenos Aires                     | Terra rossa | Carlos Moyá          | 0–6, 3–6              |
| 2.     | 26 maggio 1996   | Internationaler Raiffeisen Grand Prix, St. Poelten | Terra rossa | Marcelo Ríos         | 2–6, 4–6              |
| 3.     | 14 luglio 1996   | Allianz Suisse Open Gstaad, Gstaad                 | Terra rossa | Albert Costa         | 6–4, 6(2)–7, 1–6, 0–6 |
| 4.     | 11 agosto 1996   | San Marino CEPU Open, San Marino                   | Terra rossa | Albert Costa         | 6(7)–7, 3–6           |
| 5.     | 18 agosto 1996   | Croatia Open Umag, Umago                           | Terra rossa | Carlos Moyá          | 2-6 0–6, 6(4)–7       |
| 6.     | 12 maggio 1997   | ATP German Open, Amburgo                           | Terra rossa | Andrij Medvedjev     | 0–6, 4–6, 2–6         |
| 7.     | 15 febbraio 1998 | Dubai Tennis Championships, Dubai                  | Cemento     | Àlex Corretja        | 6(0)–7, 1–6           |
| 8.     | 30 agosto 1998   | Waldbaum's Hamlet Cup, Long Island                 | Cemento     | Patrick Rafter       | 6(3)–7, 2–6           |
| 9.     | 15 aprile 2001   | Estoril Open, Estoril                              | Terra rossa | Juan Carlos Ferrero  | 6(3)–7, 6–4, 3–6      |
| 10.    | 6 gennaio 2002   | Qatar Open ATP, Doha                               | Cemento     | Younes El Aynaoui    | 6–4, 2–6, 2–6         |
| 11.    | 18 agosto 2002   | RCA Championships, Indianapolis                    | Cemento     | Greg Rusedski        | 7–6(6), 4–6, 4–6      |